# Bentinho
Antônio Bento dos Santos (ur. 18 grudnia 1971) – brazylijski piłkarz występujący na pozycji napastnika.

## Kariera klubowa
Od 1994 do 2004 roku występował w klubach Verdy Kawasaki, Kashiwa Reysol, Oita Trinita, Kawasaki Frontale i Avispa Fukuoka.